# 灰喜鹊属
灰喜鹊属（学名：Cyanopica）是鸦科下的一个属。

## 下属物种
本属包括以下物种：
- 蓝尾灰喜鹊 Cyanopica cooki Bonaparte, 1850
- 灰喜鹊 Cyanopica cyanus (Pallas, 1776)